# Коростовичівська сільська рада
| Коростовичівська сільська рада — орган місцевого самоврядування у Галицькому районі Івано-Франківської області з адміністративним центром у с. Коростовичі. Історична дата утворення: в 1940 році. Водоймища на території, підпорядкованій даній раді: річка Гнила Липа. Сільській раді підпорядковані населені пункти: - с. Коростовичі — населення 502 чол.; площа 7,020 км² - с. Куропатники — населення 409 чол.; площа 11,313 км² |

## Склад ради
Рада складається з 16 депутатів та голови.

### Керівний склад ради
| ПІБ                       | Основні відомості                              | Дата обрання | Дата звільнення |
| ------------------------- | ---------------------------------------------- | ------------ | --------------- |
| Михайлишин Ганна Іванівна | Сільський голова, 1959 року народження, освіта | 26.03.2006   | 31.10.2010      |

Примітка: таблиця складена за даними джерела